# Fenética
Fenética é uma área da biologia de metodologia de classificação por similaridade fenotípica, utilizando o máximo de características possíveis, mesmo que o processo não reflita exatamente a ancestralidade comum. Está intimamente ligado a taxonomia numérica. Seu desenvolvimento, motivado no final da década de 50 e inicio da década de 60 pela crescente acessibilidade aos computadores e as desilusões com as tentativas de classificação filogenética, foi feito simultaneamente, através de procedimentos parecidos, por P.H.A. Sneath (que trabalhou com bactérias) e C.D. Michener e R.R. Sokal (que trabalharam com abelhas).
Posteriormente, Sokal e Snetah escreveram dois livros sobre o assunto: o Principles of Numerical Taxonomy (1963) e o Numerical Taxonomy (1973).

## Conceito Fenético de Espécie
No nível de espécie torna-se mais difícil ainda classificar utilizando a fenética, devido à grande semelhança fenotipica entre seres do mesmo sexo só que de espécies diferentes.
A princípio o conceito de espécie dos feneticistas era um conjunto de indivíduos que são feneticamente semelhantes e diferentes de outros conjuntos de indivíduos. Era conhecido também como conceito tipológico de espécie. Posteriormente, os então taxonomistas numéricos, desenvolveram técnicas estatísticas para descrever a similaridade fenética nos indivíduos.

## Postulados da Classificação Fenética
A classificação fenética é baseada no seguimento de 5 princípios:
Primeiro: quanto maior a quantidade de informações e maior o número de caracteres utilizado, mais confiável será o resultado da classificação.
Segundo: a fenética é empírica antes de ser um método dedutivo, todos os táxons tem o mesmo ‘peso’.
Terceiro: a similaridade total entre dois indivíduos é em razão de suas similaridades individuais.
Quarto: táxons podem ser distinguidos diferenciando correlações de caracteres.
Quinto: as classificações são feitas através de similaridade fenética, mas suposições sobre caminhos e mecanismos evolutivos e interpretações filogenéticas podem ser feitas.

## Metodologia
Ela agrupa de forma crescente. Espécies similares são agrupadas em gêneros similares, que são agrupados em famílias similares e assim por diante. A unidade básica é a unidade taxonômica operacional (OTU, em inglês, operational taxonomic unit), que é a menor entidade taxonômica usada em um estudo. Essas podem ser espécies ou um táxon superior, ou amostras de populações ou indivíduos. Tenta-se identificar e amostrar o maior número de caracteres em cada estudo (sendo 60 o mínimo e 100 ou mais o número considerado desejável). Desenham-se os táxons de todas as formas possíveis (morfológica, comportamental, química, ecologicamente, entre outros) e então os organizam em uma matriz de OTU’s. Os estados dos caracteres são normalmente codificados de forma binária (positivo/negativo) ou em classificações multi-estado. Os códigos então são analisados em grupo no computador que produz uma matriz de similaridade ou de distância de coeficientes, que mostra as semelhanças ou diferenças de todas as formas de pareamento das OTU’s. Os resultados podem ser agrupados por computador de forma hierárquica formando um fenograma, diagramas de árvores com OTU’s combinadas em grupos cada vez mais inclusivos e outros diagramas de formas variadas.

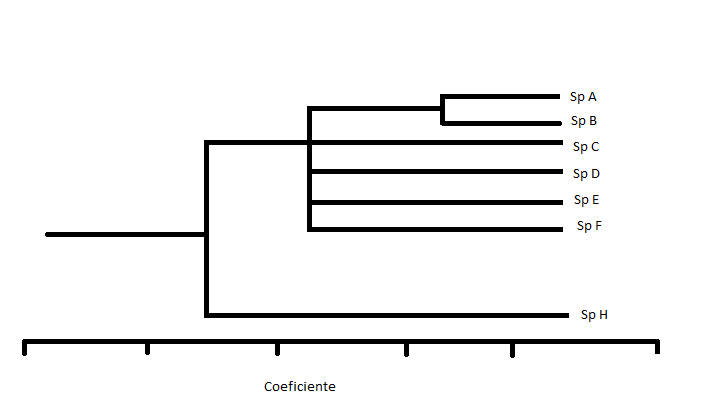
Modelo fenograma

## Problemas
Ao retratar a classificação, os taxonomistas fenéticos agrupam por similaridade, então quanto mais semelhantes forem as características, mais alto o nível que elas são agrupadas no fenograma. Entretanto, tal diagrama pode não representar a filogenia verdadeira por duas razões. Primeiro, se um estado de caráter evoluiu independentemente em duas linhagens diferentes, ele parecerá indicar ancestralidade comum quando, de fato, as espécies não são derivadas de um ancestral comum imediato. Pesquisadores interessados na reconstrução filogenética de uma espécie tendem a abandonar o método, pois considerando a evolução, existem sérios problemas em desconsiderar sinapomorfias, autopomorfias e homoplasias, por exemplo. A outra razão são as taxas diferenciais de evolução, objetivo original do feneticistas era de que o numero de caracteres usados aumentasse e mais grupos fossem analisados, assim os resultados se repetiriam e eventualmente resultariam na classificação natural porém, muitas combinações podem ser feitas dependendo do programa utilizado para agrupamento dos táxons para a formação da matriz. Esses programas oferecem uma série de dendogramas e as vezes não há diferença significativa entre eles para que haja uma preferencia entre os mesmos.

## Fenética x Cladística
A principal contribuição da fenética pra taxonomia moderna foi ter forçado os taxonomistas a analisarem cuidadosamente sobre seus objetivos e métodos, sobre táxons e seus estados, e como definir claramente seus termos (para uma analise posterior no computador). Como consequência, os taxonomistas se familiarizaram com as análises de computador, o que ajudou no próximo passo para o desenvolvimento da sistemática: a cladística.
A cladística é designada para distinguir entre as diferentes formas de similaridades (autopomorfias, sinapomorfias, homoplasias, etc.). Descrevendo de forma simplificada, ela analisa através de passos: primeiro gera uma matriz com os estados do táxons, então a direção evolucionária muda conforme o estado dos táxons é estabelecido. Se uma característica ocorre em mais de um estado, utiliza-se do grupo externo para poder encontrar o caminho evolutivo mais parcimonioso. Depois constroem-se diagramas de ramificações de relações entre os caracteres, cada grupo de taxóns definido corresponde a um clado e o diagrama vai se transformando em um cladograma. Por último, seleciona-se o conjunto de clados do cladograma de características. espera-se que ambos os cladogramas sejam congruentes mas, normalmente, o cladograma de característica sugere relações diferentes. O problema se resolve gerando um cladograma em conjunto usando o menor número de homoplasias possível na distribuição de caracteres.
As duas metodologias não precisam ser excludentes,ambas pode ser consideradas "articulações de uma mesma abordagem". Soakal as comparou usando uma filogenia artificial com organismos imaginários e conseguiu a resultados semelhantes com ambas as técnicas. Ele, inclusive, não encontrou evidencias de que aforma cladística era mais estável, em detrimento da forma fenética. Sneath considerou que o cladograma era tão incerto e inverificável que a sistemática geral não poderia ser baseada em cladística. Ambas apresentam problemas. A cladística falhava principalmente com as plantas, pois "formava" cladogramas muitos parecidos, as vezes com topologias completamente diferentes. Os problemas com a fenética já foram citados, mas, novamente. a resolução dos mesmos se dava com a junção das técnicas.
| Cladística         | Fenética           |
| ------------------ | ------------------ |
| Homologia          | Similaridade       |
| Polifilia          | Parafilia          |
| Padrões evolutivos | Teorias evolutivas |
| Táxons             | Espécies¹          |

¹ Por mais que a preferência fosse por espécies, os feneticistas utilizavam também taxons, principalmente depois da "evolução" do conceito fenotípico para o de taxonomia numérica. Hoje, em dia, os termos "taxonomia numérica" e "fenética" são usadas quase como sinônimos.

## A importância da fenética
Como Charles Morphy Dias dos Santos, define:
"A fenética defendia a primazia da observação sobre a inferência. Diametralmente opostos à taxonomia clássica, os feneticistas não consideravam que o propósito central da classificação biológica era refletir a evolução dos seus componentes e sim criar
um sistema de indexação a partir do qual fosse facilitada a manipulação da informação sobre a diversidade biológica. Partindo da ideia de que não havia métodos suficientemente explícitos na sistemática, a abordagem feneticista desejava excluir por completo as considerações evolutivas da taxonomia, que levavam com freqüência a ambiguidades e incongruências difíceis de serem resolvidas. Para a obtenção de classificações mais objetivas, que visariam apenas ao acúmulo de conteúdo informacional, seria necessário um método estatístico absolutamente empírico, livre de teorias, quantitativo e passível de repetição. Contrariando Simpson (1961), os feneticistas procuravam apenas o aspecto científico da sistemática. A escola foi imensamente importante para o desenvolvimento da prática classificatória, foi o primeiro conjunto de idéias organizado em torno de um método que valoriza a objetividade em detrimento da autoridade e do conhecimento prévio acerca da evolução, além de ter introduzido na sistemática o que hoje é praticamente tão comum quanto o uso de lápis e papel: a utilização de computadores, matrizes de dados e
algoritmos matemáticos.(...) A prática classificatória contemporânea aproxima-se mais da objetividade estatística da taxonomia numérica do que dos apriorismos da taxonomia evolutiva."